# Erich Kästner Kinderdorf
Das Erich Kästner Kinderdorf ist ein heilpädagogisch-therapeutisches Kinderheim. Es wurde 1974 im unterfränkischen Mainbernheim gegründet. Kurz vor seinem Tod gab der Schriftsteller Erich Kästner die Genehmigung, das Kinderdorf nach ihm zu benennen. Seit 1990 hat das Erich Kästner Kinderdorf seinen Hauptsitz in Oberschwarzach (Bayern).

## Geschichte
1991 erbte das Erich Kästner Kinderdorf auf den testamentarischen Wunsch Luiselotte Enderles das Inventar von Erich Kästners letztem Wohnhaus, das heute in der Erich Kästner Bibliothek untergebracht ist.

## Tätigkeit
Im Erich Kästner Kinderdorf finden sich Kinder mit Verhaltens-, Emotions-, Entwicklungs- und/oder psychosomatischen Störungen sowie Kinder, die einen besonders hohen Betreuungsaufwand benötigen. Sie stammen aus Familien, in denen sie gescheitert sind, teils über Zwischenstationen wie Pflegefamilien, ein anderes Heim oder Adoptionsfamilien. Einige Kinder kommen manchmal auch aus Familien, in denen ihnen psychisch und/oder physisch Gewalt angetan wurde und sie Gewalt erlebten.
Sie wachsen koedukativ in Kinderdorffamilien mit dem Elternprinzip (ein Paar lebt gemeinsam mit eigenen Kindern ständig im Familienverband) auf. Die eigenen Kinder und die Kinder des Kinderdorfes bilden den Familienverband. Alle Regeln und Sicherheiten der Familie stehen allen Mitgliedern zur Verfügung. Diese Kinderdorffamilie lebt jeweils auf dem Lande mit Anreiz für Freiraum und Abenteuer. Eine Integration in die Dorfgemeinschaft wird bewusst gesucht. Die Kinder besuchen die lokalen Kindergärten und Regelschulen. Das pädagogische Handeln vollzieht sich oft in Alltagssituationen. Das wichtigste Ziel der Erziehung ist die selbständige Lebensplanung.
Darüber hinaus wird gezieltes pädagogisches Handeln angeboten. Einzeltherapeutische Maßnahmen und therapeutische Strategien werden, manchmal in Zusammenarbeit mit anderen Fachdiensten, im Alltag umgesetzt. Weiterhin setzt das Erich Kästner Kinderdorf Intensivbetreuung, akute Krisenintervention, Inobhutnahme, intensive schulische Förderung sowie aktive Elternarbeit um. Die konzeptionelle Besonderheit des Erich Kästner Kinderdorfs liegt darin, dass jede Art von Schichtdienst vermieden wird. Die Eltern sind für die Kinder erreichbar wie in einer „normalen“ Familie, d. h. 365 Tage und Nächte im Jahr. Damit ist eine besondere Intensität der Beziehung gewährleistet.
Die Kinder besuchen die Regelschulen der Landkreise (z. B.: Sonderschule für Lernbehinderte, Grundschule, Hauptschule, Realschule, Gymnasium, Berufsschule) oder das Sternstunden SchulCHEN, eine heiminterne Beschulungsmaßnahme des Erich Kästner Kinderdorfs. Das Aufnahmealter der Kinder liegt zwischen zwei und zehn Jahren, das Betreuungsalter reicht bis 21 Jahre.
Heute bietet das Erich Kästner Kinderdorf 40 Plätze in sechs Kinderfamilien-Häusern, 18 Plätze in zwei Heilpädagogischen Tagesstätten sowie zwölf Plätze im Sternstunden SchulCHEN.

## KästnerHof
Die Idee des KästnerHofes entstand 1997. In den Kinderdorfhäusern leben Jugendliche, die mehrfache Aufenthalte in Pflegefamilien oder psychiatrischen Kliniken hinter sich haben. Oftmals sind ihrer Entwicklung auch Grenzen durch Lernstörungen oder Lernbehinderungen vorgegeben. Dem Lebensalter nach schon fast erwachsen, sind sie noch nicht reif genug, um die „normalen“ Wege in die Selbständigkeit zu gehen.
Der KästnerHof ist in einer alten Mühle bei Oberschwarzach untergebracht, die Lebens- und Arbeitswelt in einem ist. Dort können schwächere Jugendliche in einer schützenden Hofgemeinschaft all ihre noch zu entwickelnden Fähig- und Fertigkeiten, sei es im motorischen, kognitiven oder sozialen Bereich, üben und trainieren. Die Jugendlichen und Heranwachsenden lernen die Ziele und Aufgaben der Gemeinschaft mitzutragen, ihre eigenen Ziele im Leben zu finden und schrittweise kontinuierlich zu diesen Zielen zu gelangen. Sie sollen lernen, sich als selbständige und selbstverantwortliche Menschen zu begreifen und danach zu handeln.
Der KästnerHof bietet Jugendlichen durch sein Miteinander eine Lebenshilfe, die das Selbstwertgefühl stärkt, die Selbständigkeit fördert und die Akzeptanz und die Integration innerhalb der Gemeinschaft ermöglicht.
In Form einer Lebensgemeinschaft wohnen dort bis zu acht Jugendliche mit ihren Betreuern und lernen zu arbeiten. Diese Jugendlichen kommen zum Teil aus den verschiedenen Kinderdorfhäusern. Es werden jedoch auch Jugendliche von außen aufgenommen, die aufgrund ihrer Lebenssituation sehr eingeschränkt in ihren Möglichkeiten sind und so in der Welt „draußen“ keine Chance mehr hätten.
Sie renovieren und gestalten den Hof in Eigenregie oder arbeiten in der 2004 aufgebauten Gärtnerei. Zusätzlich absolvieren die Jugendlichen Praktika und „Schnupperwochen“ in verschiedenen Betrieben der Umgebung. So bekommen sie den nötigen Kontakt zur Außenwelt und erlangen einen Einblick in die „normale“ Arbeitswelt. Nach etwa zwei bis drei Jahren fangen die Jugendlichen entweder eine Lehre an oder machen eine Ausbildung zum Fachwerker. Wenn diese beiden Möglichkeiten nicht durchführbar sind, werden die jungen Menschen nach Möglichkeit als angelernte Hilfskräfte in die Betriebe der Umgebung vermittelt.

## Sternstunden SchulCHEN
Seit 2001 gibt es das Projekt „Sternstunden SchulCHEN“ (Eigenschreibung). Diese Einrichtung zur heilpädagogischen Integrationsförderung ist ein Kooperationsprojekt auf Augenhöhe von Schule und Jugendhilfe. Es handelt sich um eine heiminterne Beschulungsmaßnahme des Erich Kästner Kinderdorfs. Unterrichtet werden Jungen und Mädchen im Alter zwischen 6 und 16 Jahren der Jahrgangsstufen 1 – 9 aller Schularten. Diese jungen Menschen sind stationär im Erich Kästner Kinderdorf untergebracht. Die Beschulung, Betreuung und Therapie der Schüler erfolgen durch ein multiprofessionelles Team, aktuell (2019) bestehend aus einer Diplomsozialpädagogin, einer Studienrätin im Förderschuldienst, einer Ergotherapeutin, einer Erzieherin und einem Erzieher im Anerkennungsjahr. Ergänzt wird das Team durch zwei Fachoberlehrerinnen, die in der Projektarbeit eingesetzt sind, sowie dem örtlichen Pfarrer, der den Religionsunterricht übernimmt. Sie werden immer von einem Mitarbeiter des Kernteams begleitet, damit der Beziehungsaspekt gewährleistet ist. Bei Bedarf steht ein Diplompsychologe sowie ein Kinder- und Jugendpsychiater für die medizinische Diagnostik zur Verfügung. Ziel der Maßnahme ist die Wiedereingliederung ins Regelschulsystem.
Im SchulCHEN sollen Schüler im geschützten Rahmen wieder lernen, dass Lernen Freude macht. Es wird den Kindern Zeit gegeben, ihre Stärken zu finden. Da es für viele Kinder zu Beginn des Heimaufenthaltes oder im Laufe ihrer Entwicklung unmöglich war, den Regelschulbesuch angemessen zu bewältigen, entstanden so größere schulische Lücken. Belastende Faktoren, die einen erfolgreichen Schulbesuch verhinderten, sind beispielsweise traumatische Erfahrungen vor der Aufnahme (z. B. Misshandlung, Missbrauch), Borderlinesyndrom, psychisch kranke Eltern, Schulphobie, Depressivität, posttraumatische Belastungsstörung u. ä. Die so entstandenen schulischen Lücken können sie in dieser Einrichtung ungezwungen und ohne Druck schließen, bis sie wieder „fit“ für die Regelschule sind. Im Projekt „Sternstunden Schulchen“ besteht durch die kleine Schülerzahl die Möglichkeit, intensiv auf den einzelnen jungen Menschen eingehen zu können. So kann Problemen wie Schulangst oder Lern- und Aufmerksamkeitsstörungen nachgegangen und sie können gemeinsam mit dem betroffenen Schüler bewältigt werden. Der Abbau von Ängsten, die Stärkung des Selbstwertgefühls, das Erarbeiten von Stärken und Ressourcen, die Stabilisierung des Lern-, Leistungs- und Arbeitsverhaltens und die Verbesserung von wichtigen Intelligenzstützfunktionen wie Aufmerksamkeit und Gedächtnis gehört mit zu den ersten Schritten sowie den Zielen der Schüler.
Ab dem Schuljahr 2002 wurden in einem kleinen Bauernhof in Bimbach, der durch eine Spende von „Sternstunden“, einer Spendenaktion des Bayerischen Rundfunks, erworben werden konnte, die ersten sieben Schüler unterrichtet. Das Projekt wurde von Beginn an von Studenten der Universität Frankfurt und Professor Stephan Ellinger betreut; die Ergebnisse wurden im November 2009 als Buch veröffentlicht.

## Kultur
Seit 1998 findet im Salon des „KästnerHofs“ in der ersten Oktoberwoche eine jährliche „Kästnerwoche“ statt. Dort erleben die Zuschauer in familiärem Ambiente Kleinkunst, die nicht immer direkt vom Autor Kästner stammt, jedoch größtenteils in seiner Tradition steht. Teils finden hier auch die Jugendlichen des Kinderdorfs Gelegenheit, einmal vor Publikum auf der Bühne zu stehen.
Der jährliche Herbstmarkt im November bietet den Kindern und Jugendlichen die Möglichkeit, selbst hergestellte Produkte zu verkaufen sowie ihre sozialen Kompetenzen im professionellen Umgang mit Besuchern zu schulen (Cafébetrieb, Verkaufssituation).
In unregelmäßigen Abständen finden Konzerte des Kinderliedermachers Rolf Zuckowski, der das Kinderdorf und speziell den KästnerHof unterstützt, statt.

## Veröffentlichungen
- Team um Gunda Fleischhauer: Heim kommt von Heimat. Hans Meyer Verlag, Scheinfeld 1999, ISBN 978-3890141459.
- Stephan Ellinger, Eva-Maria Hoffart, Gerald Möhrlein (Hrsg.): Ganztagsschule für traumatisierte Kinder und Jugendliche. Athena-Verlag 2009, ISBN 978-3898963879.
- Gunda Fleischhauer: Ich weine und ich lache Tränen: Von Lebensräumen und Lebensträumen traumatisierter Kinder. Westkreuz-Verlag GmbH Berlin/Bonn 2010, ISBN 978-3939721239.
- Gerald Möhrlein, Eva-Maria Hoffart: Förderung bei Traumatisierung (Reihe "Fördern lernen" Band 22). Verlag W. Kohlhammer GmbH, ISBN 978-3170312906